# Cheilanthes gracilis
Cheilanthes gracilis là một loài thực vật có mạch trong họ Adiantaceae. Loài này được (Fée) Mett. ex Riehl miêu tả khoa học đầu tiên năm 1859.